# Morten Stordalen
Finn Morten Stordalen (født 5. oktober 1968) er en norsk politiker for Fremskrittspartiet fra Re kommune i Vestfold. Han blev indvalgt i Stortinget ved valget i 2013 og repræsenter sit parti i Stortingets familie- og kulturkomite. Han var i perioden 2009–2013 første vararepræsentant for Frp og mødte i alt 169 dage. Han var varaordfører i Re kommune fra kommunesammenlægningen 1. januar 2002 og frem til kommunevalget i 2011.